# Athos Damasceno Ferreira

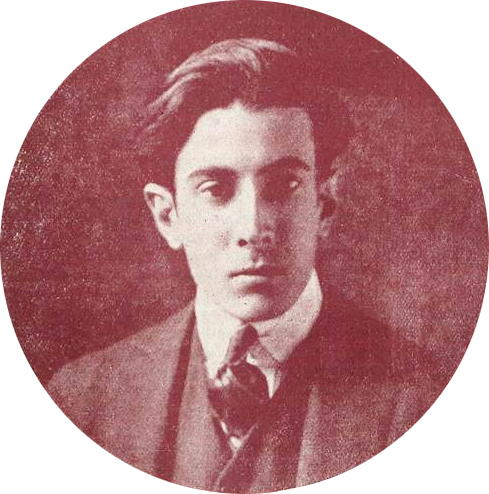
Athos Damasceno Ferreira (1925)

Athos Damasceno Ferreira, als Autor auch bekannt als Athos Damasceno (* 3. September 1902 in Porto Alegre, Rio Grande do Sul; † 14. April 1975 ebenda) war ein brasilianischer Dichter, Schriftsteller, Übersetzer, Journalist, Literaturkritiker und Historiker.
Er gilt als bedeutendster Historiker und Chronist der Stadt Porto Alegre, ist Begründer der riograndenser Kunstgeschichte und hat mit herausragenden Beiträgen zur Geschichtsschreibung seines Heimatstaates in den Bereichen Kultur und Gesellschaft gewirkt. Er war ein Verteidiger der Neubewertung von Regionalismen, seine Leistungen als Dichter und Erzähler sind heute weniger in Erinnerung.

## Leben
Athos Damasceno war der Sohn von João de Armando Damasceno Ferreira und Ana Dias da Silva. Er erwarb einen Abschluss in Sprachen und Geisteswissenschaften und begann in Rio de Janeiro noch ein Studium der Rechte ohne dies abzuschließen. Nach seiner Rückkehr nach Porto Alegre trat er in den Öffentlichen Dienst ein und arbeitete in Landesministerien, zunächst im Sekretariat des Inneren (Secretaria do Interior), später im Sekretariat für Bildung und Kultur (Secretaria de Educação e Cultura), wo er bis zu seinem Ruhestand die Literaturabteilung leitete. Seit 1917 arbeitete er als Journalist und Kolumnist (speziell von crônicas) in Zeitschriften und Zeitungen wie Mascara, Província de São Pedro, Eco do Sul, Ilustração Rio-Grandense, Tribuna Ilustrada, Gazeta do Povo, A Federação, Diário de Notícias und Correio do Povo. Er wirkte als Übersetzer für den Verlag Editora Globo, war Gründer und Präsident der Fundação Eduardo Guimarães, Mitglied des Historischen und Geographischen Instituts von Rio Grande do Sul und der Comissão Estadual do Folclore (Staatliche Kommission für Folklore).

## Nachwirken
Als Opus magnum gilt sein 500-seitiges, 1971 erschienenes heute noch als Standardwerk geltendes Artes Plásticas no Rio Grande do Sul. Diese Kunstgeschichte behandelt die Zeit seit den Sete Povos das Missões (Östliche Missionen) ab etwa 1750, über die Provinz Rio Grande do Sul im 19. Jahrhundert bis zu den Anfängen des Bundesstaats der Gaúchos im 20. Jahrhundert.

## Schriften
- Poemas da Minha Cidade. Livraria do Globo, Porto Alegre 1936. (Gedichte)
- Imagens Sentimentais da Cidade. Roteiro de Porto Alegre. Crônicas evocativas. Livraria do Globo, Porto Alegre 1940. (Crônicas, vermischte Kolumnen)
- Jornais Críticos e Humorísticos de Porto Alegre no século XIX. Livraria do Globo, Porto Alegre 1944. (Kulturgeschichte: Pressewesen)
- O Teatro em Porto Alegre no século XIX. Faculdade de Filosofia da UFRGS, Porto Alegre 1954. (Kulturgeschichte: Theatergeschichte)
- Palco, Salão e Picadeiro em Porto Alegre no Século XIX. Editora Globo, Porto Alegre 1956. (Kulturgeschichte)
- Apontamentos para os estudo da indumentária no Rio Grande do Sul. UFRGS, Porto Alegre 1957. (Kulturgeschichte: Trachtenkunde)
- Sociedades Literárias em Porto Alegre no Século XIX. UFRGS, Porto Alegre 1962. (Kulturgeschichte: Literaturgesellschaften)
- Persianas verdes. Contos e manchas. Editora Globo, Porto Alegre 1967. (Erzählungen)
- O Carnaval Porto-alegrense no Século XIX. Livraria do Globo, Porto Alegre 1970. (Kulturgeschichte: Karneval)
- Artes Plásticas no Rio Grande do Sul. Editora Globo, Porto Alegre 1971. (Kunstgeschichte: Malerei)
- Colóquios com a minha Cidade. Crônicas Editora Globo, Porto Alegre 1974. (Crônicas)
- Imprensa Literária de Porto Alegre no Século XIX. Edições UFRGS, Porto Alegre 1975. (Kulturgeschichte: Verlagswesen)

posthum:
- Poesias. Póstumo. Livraria do Globo, Porto Alegre 1979 (Gedichtsammlung in einem Band, 208 S.)

In das Deutsche ist bisher keines seiner Werke übersetzt worden.